# スタロドゥーブ公国 (スタロドゥーブ)
スタロドゥーブ公国（ロシア語: Стародубское княжество）は、12世紀半ばから1517年にかけて存在した分領公国である。首都はスタロドゥーブに置かれた。

## 歴史
スタロドゥーブ公国は、チェルニゴフ公国がリューリク朝・オレグ家(ru)に分割相続されていく過程の中で成立した。スタロドゥーブは、オレグ家のスヴャトスラフ・オリゴヴィチが、ノヴゴロド公位（在位：1136年 - 1138年）を追われ、世襲領であるチェルニゴフ公国へ戻ったあたりから言及されはじめる。L.ヴォイトヴィチ(ru)の説では、1141年から1146年にかけて、スヴャトスラフがスタロドゥーブ公国を領有していたとされる。また、その後の1146年からの諸公位位をめぐる内戦を経て、スタロドゥーブ公位は対立派閥にあった同族のイジャスラフの手に渡ったとされる。イジャスラフの統治の後も、スタロドゥーブ公国は、チェルニゴフ公国の他の分領公国と同じく、オレグ家の子孫によって統治された。また、スタロドゥーブ公位は、おおよそ、オレグ家の年功序列第2位の人物に継承された。しかし、モンゴルのルーシ侵攻（チェルニゴフの陥落は1239年）以降、スタロドゥーブ公国は一時消滅し、その領土はブリャンスク公国領に組み込まれていた。
1356年、ブリャンスク公国はリトアニア大公国領となった。リトアニアの統治下において、再び、スタロドゥーブ公国が建てられ、パトリカス、ドミトリユス等のリトアニア諸公が統治した。その後、1445年には、モスクワ大公国から亡命してきたイヴァン・アンドレエヴィチ(ru)（亡命前はモジャイスク公）がスタロドゥーブ公となり、イヴァンの子孫らが公位を継承した。公国は再び、リューリク朝出身者を長に抱くこととなった。1499年、リトアニア大公アレクサンドラス・ヨガイライティスの勅令により、スタロドゥーブ、ゴメリ、チェルニゴフ、カラチェフ、ホチムリ(ru)が、スタロドゥーブ公セミョーン(ru)（イヴァンの子）の世襲領となった。これにより、スタロドゥーブ公国はリトアニア大公国内で最大規模の版図をもつ分領公国となった。
しかし、その翌年にセミョーンは自身の領土とともにモスクワ大公イヴァン3世に寝返った。その後の３年間にわたる、リトアニア・モスクワ間の戦争(ru)の後の和平条約(ru)によって、スタロドゥーブ公国はモスクワ側に割譲されることになった。
1517年、スタロドゥーブ公ヴァシリー(ru)（セミョーンの子）は政権闘争に敗れて追放され、スタロドゥーブ公国は廃止された。